# Семенівська сільська рада (Арбузинський район)
Семе́нівська сільська́ ра́да — орган місцевого самоврядування в Арбузинському районі Миколаївської області. Адміністративний центр — село Семенівка.

## Загальні відомості
- Населення ради: 2 052 особи (станом на 2001 рік)

## Населені пункти
Сільській раді підпорядковані населені пункти:
- с. Семенівка
- с. Булацелове
- с. Остапівка

## Склад ради
Рада складається з 16 депутатів та голови.
- Голова ради: Герасименко Ірина Демянівна
- Секретар ради: Телевінова Любов Володимирівна

### Керівний склад попередніх скликань
| ПІБ                          | Основні відомості                                                         | Дата обрання | Дата звільнення |
| ---------------------------- | ------------------------------------------------------------------------- | ------------ | --------------- |
| Алтух Сергій Федорович       | Сільський голова, 1955 року народження                                    | 26.03.2006   | 12.09.2008      |
| Герасименко Ірина Дем'янівна | Сільський голова, 1974 року народження, член Народної партії              | 15.03.2009   | 31.10.2010      |
| Герасименко Ірина Демянівна  | Сільський голова, 1974 року народження, освіта вища, член Партії регіонів | 31.10.2010   |                 |

Примітка: таблиця складена за даними джерела